# Stesilea prolata
Stesilea prolata là một loài bọ cánh cứng trong họ Cerambycidae.